# Liste der Gemeindeverbände im Département Allier
Das Département Allier liegt in der Region Auvergne-Rhône-Alpes in Frankreich. Es untergliedert sich in 12 Gemeindeverbände.
Siehe auch: Liste der Gemeinden im Département Allier

## Gemeindeverbände

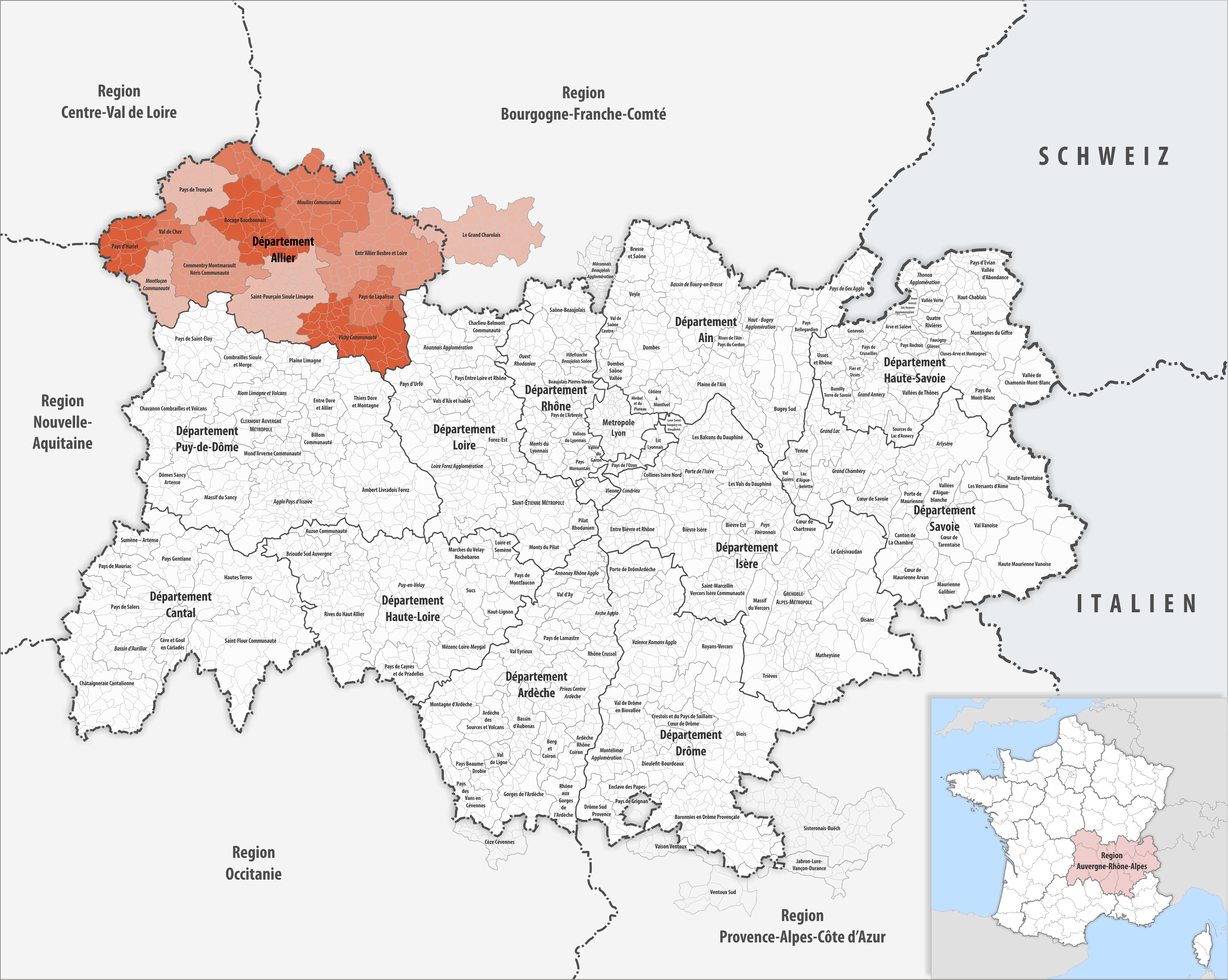
Gemeindeverbände im Département Allier

| Gemeindeverband                        | Gemeinden im Départ./Verband | Einwohner 1. Januar 2022 | Fläche km² | Dichte Einw./km² | SIREN- Nummer | Rechtsform                 | Gründungsdatum    |
| -------------------------------------- | ---------------------------- | ------------------------ | ---------- | ---------------- | ------------- | -------------------------- | ----------------- |
| Bocage Bourbonnais                     | 25/25                        | 13.654                   | 735,70     | 19               | 200 071 496   | Communauté de communes     | 8. Dezember 2016  |
| Commentry Montmarault Néris Communauté | 33/33                        | 25.346                   | 727,96     | 35               | 200 071 512   | Communauté de communes     | 8. Dezember 2016  |
| Entr’Allier Besbre et Loire            | 44/44                        | 24.322                   | 1.089,48   | 22               | 200 071 470   | Communauté de communes     | 8. Dezember 2016  |
| Grand Charolais                        | 3/44                         | 39.454                   | 941,91     | 42               | 200 071 884   | Communauté de communes     | 16. Dezember 2016 |
| Montluçon Communauté                   | 21/21                        | 59.380                   | 377,76     | 157              | 200 071 082   | Communauté d’agglomération | 5. Dezember 2016  |
| Moulins Communauté                     | 42/44                        | 64.246                   | 1.336,16   | 48               | 200 071 140   | Communauté d’agglomération | 5. Dezember 2016  |
| Pays de Lapalisse                      | 14/14                        | 8.460                    | 333,95     | 25               | 240 300 491   | Communauté de communes     | 20. Dezember 1997 |
| Pays de Tronçais                       | 15/15                        | 7.431                    | 495,59     | 15               | 240 300 558   | Communauté de communes     | 30. Dezember 1999 |
| Pays d’Huriel                          | 14/14                        | 7.332                    | 378,46     | 19               | 240 300 657   | Communauté de communes     | 26. Juli 2001     |
| Saint-Pourçain Sioule Limagne          | 60/60                        | 33.672                   | 9.111,39   | 4                | 200 071 389   | Communauté de communes     | 8. Dezember 2016  |
| Val de Cher                            | 7/7                          | 5.461                    | 192,27     | 28               | 240 300 566   | Communauté de communes     | 3. Februar 2000   |
| Vichy Communauté                       | 39/39                        | 84.566                   | 741,33     | 114              | 200 071 363   | Communauté d’agglomération | 5. Dezember 2016  |